# Stoelstraat (Antwerpen)

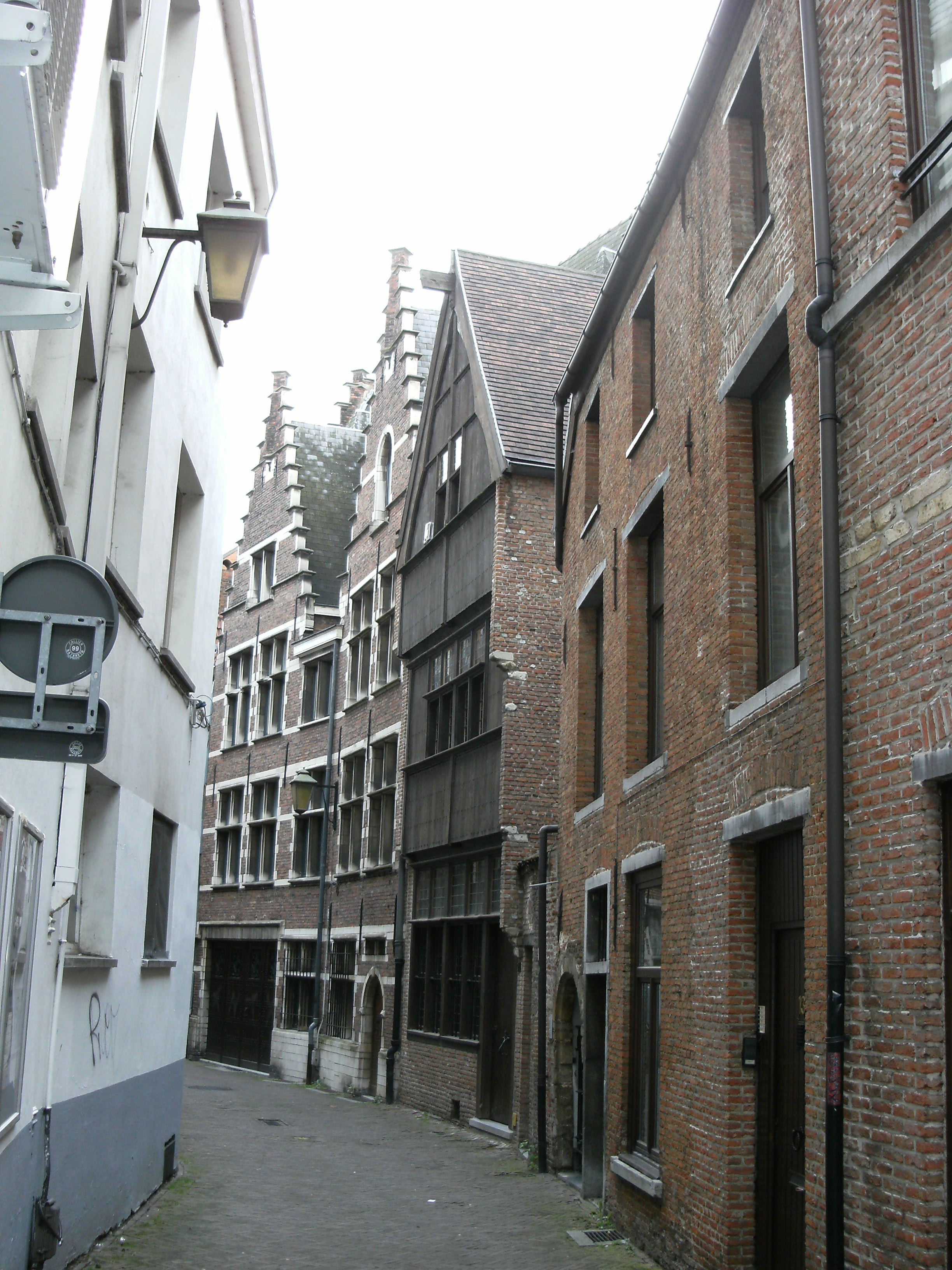
Stoelstraat

De Stoelstraat is een oude straat in het centrum van Antwerpen. Het is gelegen tussen de Zwartzustersstraat en de Zirkstraat. Het is een rustige straat met noordwaarts gezicht op schip van Sint-Pauluskerk. Het straatje volgt een gebogen tracé.
Andere benamingen zijn Joos Hoensstraetken naar een rijk koopman en Osten-de-Hongerstraetken naar de juwelier Osten van Doerne bijgenaamd de Hongaar. De laatstgenoemde werd in de 18de eeuw verstaan als Kost en Hongerstraetje, vandaar de Franse vertaling Rue de l'appétit. Geopend in 1496 door de gronden van Joos Hoens. De naam Stoelstraat is ontleend aan het huis het Stoeltje.
Het beschermde monument op nummer 7 is een traditioneel breedhuis met getrapt dakvenster van drie/twee traveeën en twee en een halve bouwlaag onder een zadeldak, uit de tweede helft 16de of eerste helft 17de eeuw.
Eind 19e eeuw zocht ene Mevrouw Cordemans de discretie van de Stoelstraat voor haar canapeuse-bedrijf dat zich meer door zijn intimiteit dan zijn ruimte zal onderscheiden hebben. 
Heden ten dage kunt u in de Stoelstraat 7 als gast uw intrek nemen bij Bed and Breakfast BedStarLine. Niet toevallig is deze naam gebaseerd op de lijndiensten van de RedStarLine tussen Antwerpen en onder andere New York. In de woning kunt u dan ook nog voldoende originele stukken bezichtigen die u weer even terugbrengen naar de tijd van weleer. 
Ook de woning op nummer 5 is aangemerkt als erfgoed. En tevens zal de oplettende voorbijganger het gedicht op een van de ramen  opvallen. Een ode aan de stad Antwerpen.  
De woning kent een verscheidenheid aan vroegere bewoners maar maakt sinds 2023 deel uit van het naastgelegen BedStarLine. Als gast in Antwerpen kan men in deze woning verblijven  
De beschrijving is als volgt: Traditioneel diephuis oorspronkelijk met trapgevel van twee traveeën en drie bouwlagen onder een plat dak, uit de tweede helft ven de 16de of de eerste helft van de 17de eeuw. Michael De Sobri liet in 1889 het pand in neoclassicistische stijl aanpassen tot een lijstgevel, door het vergroten van de vensters van de tweede verdieping, en het slopen van de getrapte, eenledige geveltop van vijf treden met topstuk. 
De lijstgevel heeft een parement in bak- en zandsteenbouw met speklagen, verankerd door smeedijzeren muurankers, dat na 1975 werd gedecapeerd en hersteld. Aangepaste rechthoekige vensters met hardstenen lekdrempel, vroegere kruis- of bolkozijnen waarvan de kwarthol geprofileerde negblokken bewaard zijn. De rondboogdeur van het type 'diamantpoortje' in de rechter travee, is gevat in een zandstenen omlijsting met kwarthol beloop, diamantkopimposten en -sluitsteen. Rechthoekig bovenlicht met kwartholle negblokken en druiplijst. Kelderluik en -mond in de plint. Vernieuwde kroonlijst.
Het diephuis met houten gevel op nummer 11 werd in 2019 vastgesteld als bouwkundig erfgoed. Het betreft een zogeheten driekwartshuis met houten puntgevel en werd gebouwd in 1546. Het pand werd in 1973 gesloopt en in 1973-1974 volledig heropgebouwd, naar een ontwerp van de architect Jos Gabriëls uit 1969-1970. De initiatiefnemer van de restauratie was de in 1943 opgerichte vzw Artiestenfonds Rockoxhuis, die er een museum voor kleine kunstvoorwerpen plande. Het project werd in 1972 overgenomen door de firma Handelsmij Antoine Vloeberghs. De aannemer Tijdelijke Vereniging Natuursteen Vlaminck en Jos Goedleven en Zoon voerde de werken uit. Door het gebruik van nieuwe materialen en door het niet respecteren van de overhelling, ging het authentieke karakter van het laatste, intacte voorbeeld van houten gevels in het Antwerpse straatbeeld verloren.

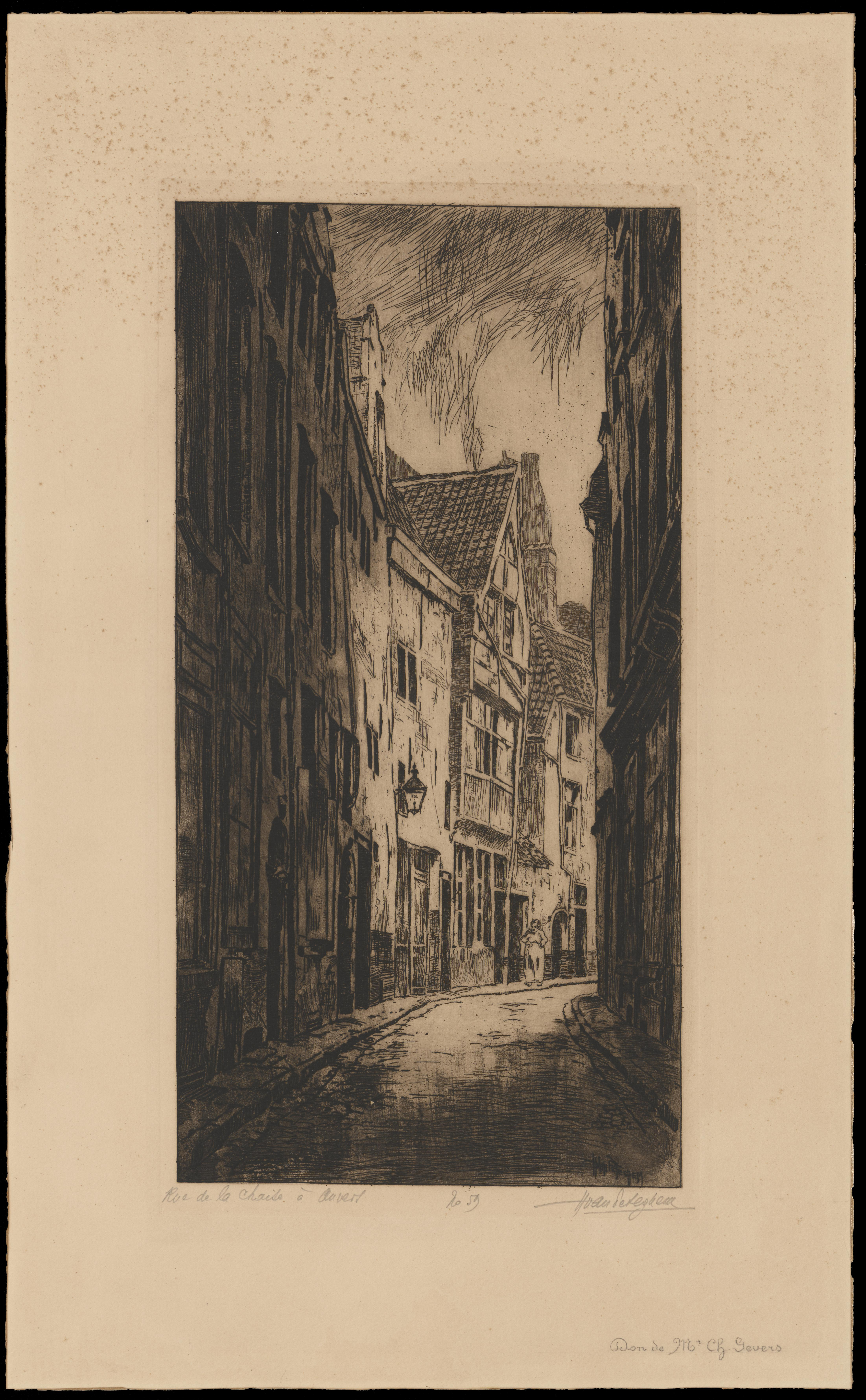
Stoelstraat
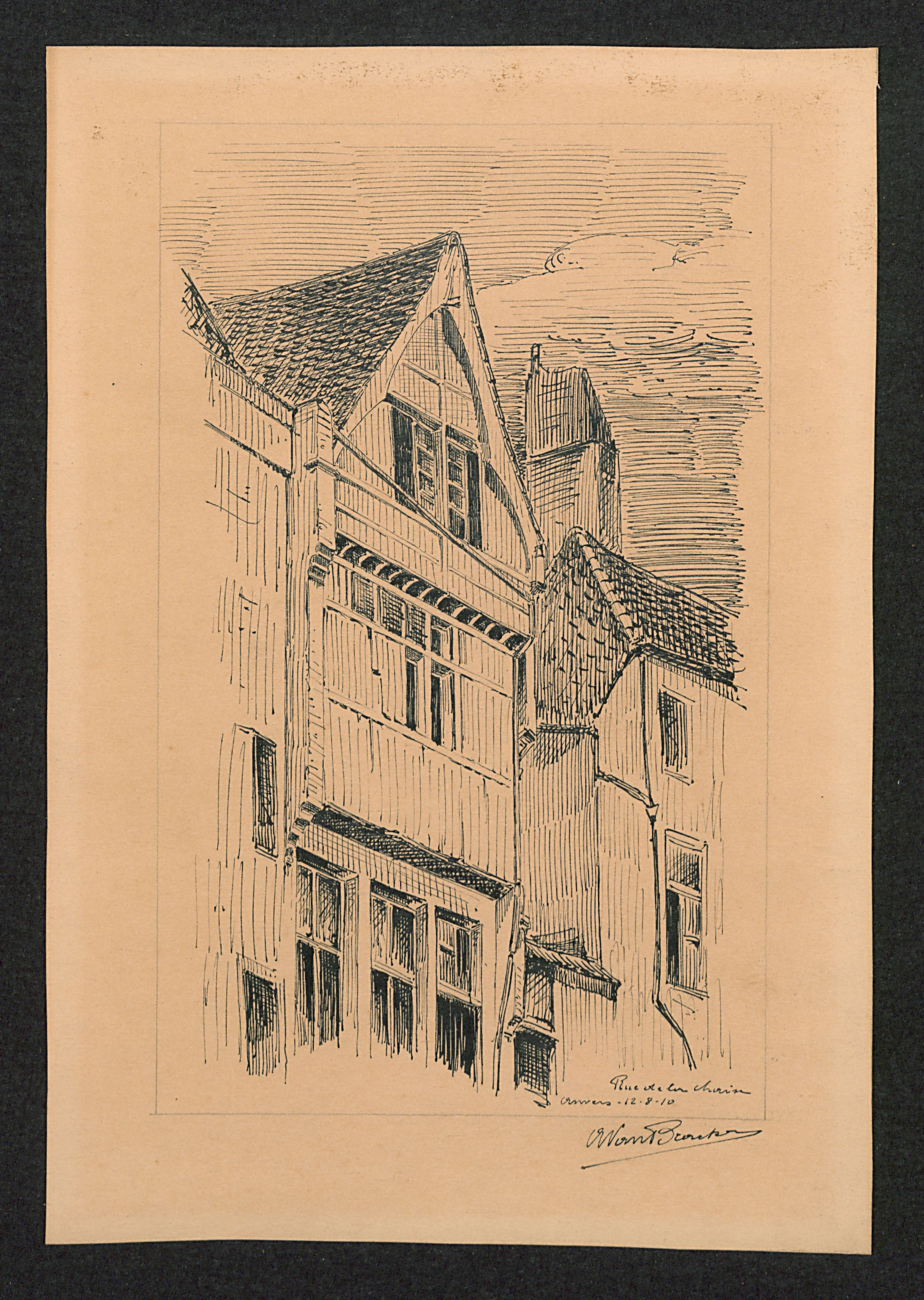
Stoelstraat nr. 11
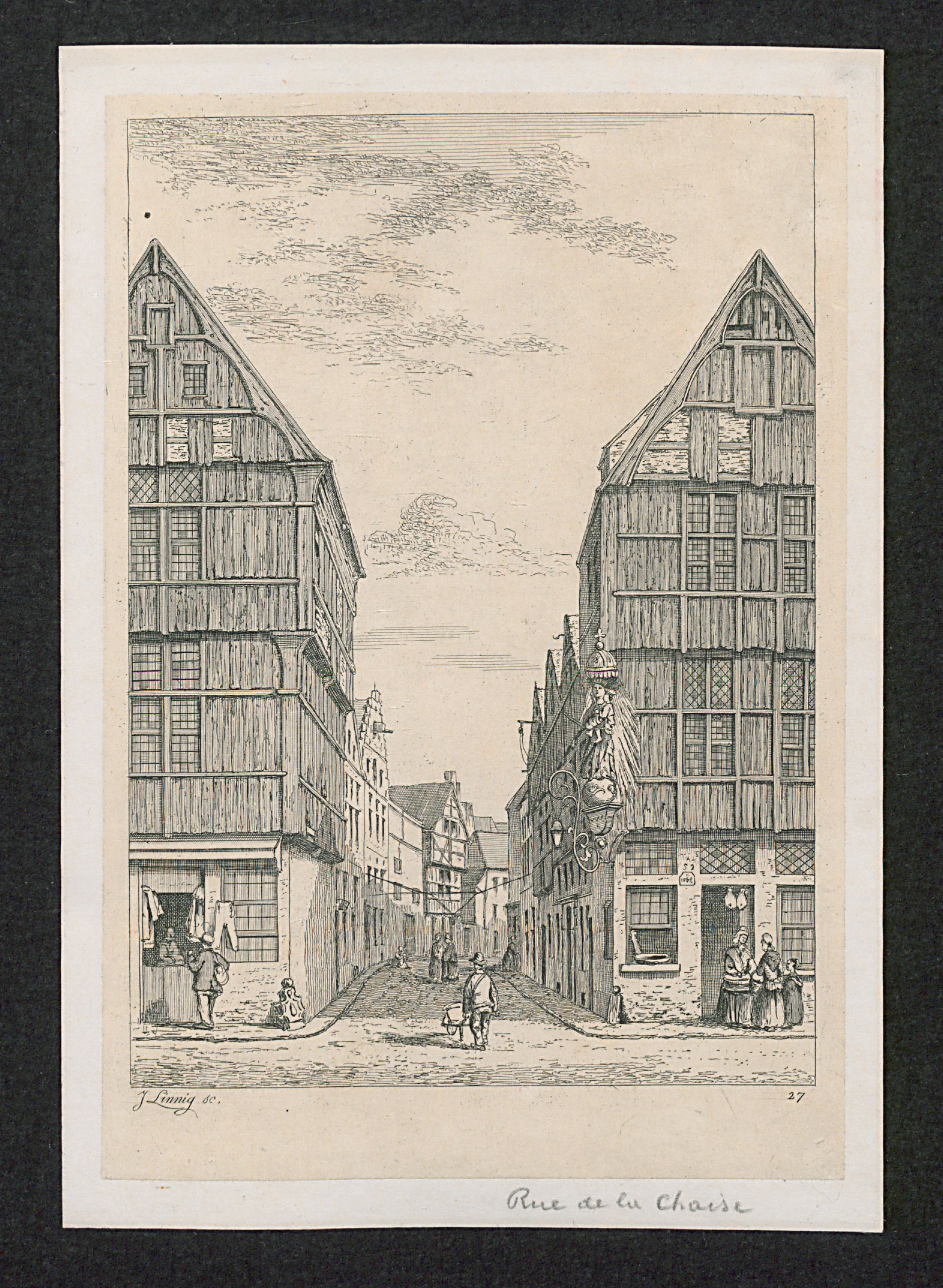
Stoelstraat